# Lionel Mpasi
Lionel Mpasi-Nzau (Meaux, 1º agosto 1994) è un calciatore francese naturalizzato congolese (Repubblica Democratica del Congo), portiere del Le Havre e della nazionale congolese.

## Carriera

### Club
Cresciuto nel settore giovanile del Paris Saint-Germain, nella stagione 2011-2012 ha fatto parte della rosa della squadra riserve dei parigini, con cui ha giocato tre partite. Nel 2012 viene acquistato dal Tolosa, che lo impiega principalmente nella propria squadra riserve. Rimasto svincolato nel 2015, l'anno successivo viene ingaggiato dal Rodez, contribuendo alla scalata dalla quarta alla seconda divisione francese nell'arco di tre anni.

### Nazionale
Dal 2010 al 2011 ha totalizzato 12 presenze con le nazionali giovanili francesi. In seguito decide di optare per la nazione delle sue origini, la Repubblica Democratica del Congo, con cui esordisce in nazionale il 1º febbraio 2022, disputando l'amichevole persa per 1-0 contro il Bahrein.Viene convocato per la coppa d'Africa del 2024 e negli ottavi di finale segna il rigore che elimina il favorito Egitto dalla competizione.

## Statistiche

### Presenze e reti nei club
Statistiche aggiornate al 13 febbraio 2022.
| Stagione        | Squadra         | Campionato      | Campionato | Campionato | Coppe nazionali | Coppe nazionali | Coppe nazionali | Coppe continentali | Coppe continentali | Coppe continentali | Altre coppe | Altre coppe | Altre coppe | Totale | Totale |
| Stagione        | Squadra         | Comp            | Pres       | Reti       | Comp            | Pres            | Reti            | Comp               | Pres               | Reti               | Comp        | Pres        | Reti        | Pres   | Reti   |
| --------------- | --------------- | --------------- | ---------- | ---------- | --------------- | --------------- | --------------- | ------------------ | ------------------ | ------------------ | ----------- | ----------- | ----------- | ------ | ------ |
| 2016-2017       | Rodez           | CFA             | 1          | -1         | CF              | 0               | 0               |                    | -                  | -                  |             | -           | -           | 1      | -1     |
| 2017-2018       | Rodez           | N               | 1          | -1         | CF              | 2               | 0               |                    | -                  | -                  |             | -           | -           | 3      | -1     |
| 2018-2019       | Rodez           | N               | 2          | -1         | CF              | 2               | -4              |                    | -                  | -                  |             | -           | -           | 4      | -5     |
| 2019-2020       | Rodez           | L2              | 1          | 0          | CF+CdL          | 3+0             | -3; 0           |                    | -                  | -                  |             | -           | -           | 4      | -3     |
| 2020-2021       | Rodez           | L2              | 21         | -19        | CF              | 0               | 0               |                    | -                  | -                  |             | -           | -           | 21     | -19    |
| 2021-2022       | Rodez           | L2              | 37         | -38        | CF              | 0               | 0               |                    | -                  | -                  |             | -           | -           | 37     | -38    |
| 2022-2023       | Rodez           | L2              | 27         | -26        | CF              | 0               | 0               |                    | -                  | -                  |             | -           | -           | 27     | -26    |
| 2023-2024       | Rodez           | L2              | 18         | -25        | CF              | 0               | 0               |                    | -                  | -                  |             | -           | -           | 18     | -25    |
| Totale Rodez    | Totale Rodez    | Totale Rodez    | 108        | -111       |                 | 7               | -7              |                    | -                  | -                  |             | -           | -           | 115    | -118   |
| Totale carriera | Totale carriera | Totale carriera | 108        | -111       |                 | 7               | -7              |                    | -                  | -                  |             | -           | -           | 115    | -118   |

### Cronologia presenze e reti in nazionale
| Cronologia completa delle presenze e delle reti in nazionale ― RD del Congo | Cronologia completa delle presenze e delle reti in nazionale ― RD del Congo | Cronologia completa delle presenze e delle reti in nazionale ― RD del Congo | Cronologia completa delle presenze e delle reti in nazionale ― RD del Congo | Cronologia completa delle presenze e delle reti in nazionale ― RD del Congo | Cronologia completa delle presenze e delle reti in nazionale ― RD del Congo | Cronologia completa delle presenze e delle reti in nazionale ― RD del Congo | Cronologia completa delle presenze e delle reti in nazionale ― RD del Congo |
| Data                                                                        | Città                                                                       | In casa                                                                     | Risultato                                                                   | Ospiti                                                                      | Competizione                                                                | Reti                                                                        | Note                                                                        |
| --------------------------------------------------------------------------- | --------------------------------------------------------------------------- | --------------------------------------------------------------------------- | --------------------------------------------------------------------------- | --------------------------------------------------------------------------- | --------------------------------------------------------------------------- | --------------------------------------------------------------------------- | --------------------------------------------------------------------------- |
| 1-2-2022                                                                    | Riffa                                                                       | Bahrein                                                                     | 1 – 0                                                                       | RD del Congo                                                                | Amichevole                                                                  | -1                                                                          | 46’                                                                         |
| 23-9-2022                                                                   | Casablanca                                                                  | RD del Congo                                                                | 0 – 1                                                                       | Burkina Faso                                                                | Amichevole                                                                  | -1                                                                          |                                                                             |
| 18-6-2023                                                                   | Franceville                                                                 | Gabon                                                                       | 0 – 2                                                                       | RD del Congo                                                                | Qual. Coppa d'Africa 2023                                                   | -                                                                           | 80’                                                                         |
| 9-9-2023                                                                    | Kinshasa                                                                    | RD del Congo                                                                | 2 – 0                                                                       | Sudan                                                                       | Qual. Coppa d'Africa 2023                                                   | -                                                                           |                                                                             |
| 12-9-2023                                                                   | Soweto                                                                      | Sudafrica                                                                   | 1 – 0                                                                       | RD del Congo                                                                | Amichevole                                                                  | -1                                                                          |                                                                             |
| 13-10-2023                                                                  | Murcia                                                                      | Nuova Zelanda                                                               | 1 – 1                                                                       | RD del Congo                                                                | Amichevole                                                                  | -1                                                                          |                                                                             |
| 15-11-2023                                                                  | Kinshasa                                                                    | RD del Congo                                                                | 2 – 0                                                                       | Mauritania                                                                  | Qual. Mondiali 2026                                                         | -                                                                           |                                                                             |
| 19-11-2023                                                                  | Bengasi                                                                     | Sudan                                                                       | 1 – 0                                                                       | RD del Congo                                                                | Qual. Mondiali 2026                                                         | -1                                                                          |                                                                             |
| 6-1-2024                                                                    | Dubai                                                                       | RD del Congo                                                                | 0 – 0                                                                       | Angola                                                                      | Amichevole                                                                  | -                                                                           | 60’                                                                         |
| 10-1-2024                                                                   | Abu Dhabi                                                                   | RD del Congo                                                                | 1 – 2                                                                       | Burkina Faso                                                                | Amichevole                                                                  | -2                                                                          |                                                                             |
| 17-1-2024                                                                   | San-Pédro                                                                   | RD del Congo                                                                | 1 – 1                                                                       | Zambia                                                                      | Coppa d'Africa 2023 - 1º turno                                              | -1                                                                          |                                                                             |
| 21-1-2024                                                                   | San-Pédro                                                                   | Marocco                                                                     | 1 – 1                                                                       | RD del Congo                                                                | Coppa d'Africa 2023 - 1º turno                                              | -1                                                                          |                                                                             |
| 24-1-2024                                                                   | Korhogo                                                                     | Tanzania                                                                    | 0 – 0                                                                       | RD del Congo                                                                | Coppa d'Africa 2023 - 1º turno                                              | -                                                                           |                                                                             |
| 28-1-2024                                                                   | San-Pedro                                                                   | Egitto                                                                      | 1 – 1 dts (7 – 8 dtr)                                                       | RD del Congo                                                                | Coppa d'Africa 2023 - Ottavi di finale                                      | -1                                                                          |                                                                             |
| 2-2-2024                                                                    | Abidjan                                                                     | RD del Congo                                                                | 3 – 1                                                                       | Guinea                                                                      | Coppa d'Africa 2023 - Quarti di finale                                      | -1                                                                          |                                                                             |
| 7-2-2024                                                                    | Abidjan                                                                     | Costa d'Avorio                                                              | 1 – 0                                                                       | RD del Congo                                                                | Coppa d'Africa 2023 - Semifinale                                            | -1                                                                          |                                                                             |
| 19-11-2024                                                                  | Kinshasa                                                                    | RD del Congo                                                                | 1 – 2                                                                       | Etiopia                                                                     | Qual. Coppa d'Africa 2025                                                   | -2                                                                          |                                                                             |
| Totale                                                                      |                                                                             | Presenze                                                                    | 17                                                                          |                                                                             | Reti                                                                        | -14                                                                         |                                                                             |

## Palmarès

### Club

#### Competizioni nazionali
- Championnat National: 1

Rodez: 2018-2019